# San Lorenzo de la Parrilla
San Lorenzo de la Parrilla község Spanyolországban, Cuenca tartományban.  Lakosainak száma 1134 fő (2024).

## Népesség
A település népessége az utóbbi években az alábbiak szerint változott:
| Lakosok száma | 1428 | 1339 | 1316 | 1297 | 1270 | 1160 | 1105 | 1042 | 1052 | 1134 |
|               | 2001 | 2004 | 2006 | 2009 | 2011 | 2014 | 2016 | 2019 | 2021 | 2024 |